# Interplay Entertainment
Interplay Entertainment Corporation è una azienda statunitense produttrice e distributrice di videogiochi. Da metà degli anni ottanta, fino a fine anni novanta, è stata tra coloro che hanno contribuito maggiormente alla creazione e definizione stessa dell'essenza dei videogiochi di ruolo.

## Storia

### Le origini prima di Interplay
Brian Fargo, cresciuto fin da bambino nell'era mitica degli home computer e da sempre fan di giochi di ruolo come Dungeons & Dragons, nel 1981 decise di creare e pubblicare il suo primo videogioco: The Demon's Forge, un'avventura grafica fantasy per Apple II. Pubblicato sotto la fantomatica "Saber Software", Brian scelse di comprare lo spazio di una pagina di una rivista di videogiochi, "Softalk", per pubblicizzare il titolo; estremamente scaltro si finse un cliente, e incominciò a telefonare a diversi commercianti dicendosi interessato proprio al suo gioco, The Demon's Forge, apparso sulla rivista. Mossa tanto astuta, quanto efficace, si rivelò funzionare, permettendo così a Fargo di cominciare a guadagnare delle non indifferenti somme di denaro grazie al suo primo gioco.

### Nasce Interplay
Dopo la vicenda con The Demon's Forge, e grazie al denaro accumulato, Brian e un gruppo di suoi vecchi amici decise di creare una vera software house, nel 1983: Interplay Productions, Inc. Il primo anno di vita dell'azienda si revelò piuttosto flebile, in quanto non vi erano giochi in sviluppo, ma solo porting per conto terzi. Tuttavia nel 1985 arrivò la vera svolta: con l'appoggio di Electronic Arts, Interplay pubblicò un videogioco di ruolo destinato a rimanere nella storia dei videogiochi: Tales of the Unknown: Volume I - The Bard's Tale. Il gioco vendette la grossa cifra di oltre 300 000 copie, mettendo in risalto Interplay in maniera preponderante, tra gli sviluppatori dell'epoca.
Fu questo il periodo più prolifico per Interplay, che sviluppò e pubblicò altri due capitoli di "Tales of the Unknown", e un videogioco a tema cyberpunk, Neuromancer, basato sul romanzo Neuromante di William Gibson. Da tempo però Brian stava cercando di sviluppare un videogioco di ruolo, un nuovo titolo, che si distaccasse dai temi fantasy per orientarsi invece verso quelli postapocalittici, ripresi da film come Alba Rossa. L'ambizioso progetto prese vita e fu ribattezzato Wasteland: Adventure in Post-nuclear America; uscito nel 1988, il gioco si dimostrò estremamente innovativo e piuttosto ampio sia nella sua componente ruolistica, sia in quella tematica e della trama, permettendosi di costruitsi una notevole fandom in relativamente poco tempo.

### Primi anni novanta:Fallout
A partire dagli anni 90 Interplay sviluppò e pubblicò ben due giochi relativi alla serie televisiva Star Trek, ovvero Star Trek: 25th Anniversary per Nintendo Entertainment System e la sua controparte per home computer. Tuttavia, incominciata l'ascesa dei personal computer, seguita dal declino di Apple II, Commodore 64 e degli 8 bit, Interplay dovette adattarsi di conseguenza, per rimanere al passo con i tempi, e allargare i propri orizzonti. Primo passo in questo senso venne fatto quando Interplay decise di pubblicare MDK, un videogioco d'azione sviluppato da Shiny Entertainment, che nonostante un ottimo responso da parte della critica non riuscì a vendere come sperato.
Contemporaneamente, però, Interplay aveva deciso anche di tornare nuovamente a sviluppare videogiochi di ruolo come aveva sempre fatto. Brian Fargo pensò di voler realizzare un nuovo videogioco di ruolo postapocalittico, un nuovo Wasteland, tuttavia dovette confrontarsi col fatto che i diritti d'autore del gioco erano ancora in mano a Electronic Arts; Fargo ebbe dunque l'idea di sviluppare un "seguito spirituale" del titolo, partendo da un progetto di nome "V13", in mano a otto persone, a cui lavorarono in maniera essenziale soprattutto Tim Cain e Feargus Urquhart. Il progetto ben presto divenne sempre più importante arrivando a coinvolgere una trentina di dipendenti, sfiorò il budget di 3 milioni di $ e venne rinominato Fallout, titolo definitivo del gioco riferito alla condizione di "fallout nucleare". Fallout crebbe come un videogioco di ruolo profondo, maturo e violento, con un particolare e iconico stile artistico steampunk e retro-futuristico; si classificò come uno dei migliori e più ambiziosi giochi del 1997, ottenendo voti eccellenti dalla critica, costruendosi un grande fandom, seppure le vendite del gioco bastarono appena a coprire il budget di sviluppo.

### Fine anni novanta: Black Isle Studios,Fallout 2ePlanescape: Torment
A torto o ragione, indipendentemente dalle vendite, Fallout fu un gioco di successo. I fan chiesero a gran voce un nuovo seguito, un gioco ancora più vasto e approfondito del primo capitolo e per adempire a tale obiettivo, la diramazione di Interplay che si era occupata del primo Fallout, venne isolata e rinominata Black Isle Studios. Nonostante l'abbandono di Tim Cain, insieme con i Black Isle si sarebbe unito poi anche Chris Avellone, promettente e sveglio informatico, la cui influenza avrebbe pesato enormemente anche sui futuri titoli di Interplay. Black Isle lavorò a ritmo martellante e senza sosta per consegnare ai fan, dopo appena meno di un anno di sviluppo, Fallout 2 nel 1998. Riveduto e corretto su alcune componenti del gameplay, esteso e migliorato rispetto al primo capitolo, il gioco ancora una volta riconfermò la qualità del lavoro di Interplay e ottenne voti ottimi dalla critica, con un apprezzamento dei fan piuttosto accogliente. Le vendite tuttavia rimasero il tallone d'Achille del gioco, sempre appena sufficienti a coprire i costi di sviluppo.
Il 1998 fu anche l'anno in cui Interplay pubblicò Baldur's Gate, sviluppato dai giovani quanto talentuosi BioWare, che si rivelò un successo notevole vendendo ben oltre le 500 000 copie. Tuttavia le cose per Interplay stavano prendendo una pessima piega, tanto che l'azienda fu costretta a entrare in borsa valori al NASDAQ tramite l'emissione di offerte pubbliche di sottoscrizione.
Nel frattempo erano stati portati a termine i lavori sul nuovo videogioco di ruolo di Black Isle Studios: Planescape: Torment, uscito nel 1999. Sempre più importante divenne il ruolo di Chris Avellone, in questo caso assolutamente cruciale: considerato un capolavoro di tutto rispetto, acclamatissimo eppure tanto "atipico", divenne ben presto un gioco di culto, testimone stesso dell'eredità che Interplay aveva lasciato alla storia dei videogiochi. Allo stesso tempo però si ripeteva la stessa maledizione che assillava i giochi Interplay ormai da anni: le vendite di Planescape: Torment, seppur non disastrose, non riuscirono affatto a coprire quanto il gioco fosse costato. A quel punto Interplay cercò di convertire alcuni titoli di successo in film tramite la diramazione "Interplay Films"; titoli come Redneck Rampage, ma che nonostante lo sforzo non giunse mai in porto.

### Anni 2000: il declino
All'alba del terzo millennio Interplay decise di pubblicare Baldur's Gate II: Shadows of Amn, seguito del primo capitolo sviluppato da BioWare, che arriverà a vendere la straordinaria cifra di due milioni di copie. Tuttavia lo stesso non poté dirsi del nuovo gioco interno di Interplay, Icewind Dale, sviluppato dai Black Isle, che nonostante buone recensioni e consensi, ripeteva la sorte degli ultimi giochi vendendo piuttosto poco.
Nel 2001 si vide la pubblicazione anche di uno spin-off della serie Fallout, Fallout Tactics: Brotherhood of Steel, capitolo tuttavia di scarso valore e risultati. Costretti a lavorare a ritmi ormai serratissimi, con una media di produzione dal 1998, di circa un gioco all'anno, Black Isle finisce di sviluppare nel 2002, Icewind Dale II: anche in questo caso ottime recensioni, ma pessime vendite. In questo momento di grande difficoltà, Brian Fargo decise di lasciare Interplay, mentre alcuni dei vertici di Black Isle Studios non si diedero per vinti e spesero molte risorse allo sviluppo di un potente motore grafico 3D, che avrebbe dovuto reggere Baldur's Gate III; tale progetto venne però cancellato da Interplay in quanto ritenuto troppo ambizioso, cosa questa che causò disappunto e una scissione interna ai Black Isle, con Feargus Urquhart e Chris Avellone che lasciarono definitivamente il gruppo, per poi fondare Obsidian Entertainment.
Con le spalle ormai al muro, l'unica opzione che rimase era quella di utilizzare il nuovo motore grafico 3D per sviluppare un nuovo gioco, o almeno provarci. Quand'ecco che incominciò lo sviluppo di un altro spin-off, Fallout: Brotherhood of Steel, un gioco comunque di scarsa importanza, ma che permise a Black Isle di scegliere la sua nuova direzione: un vero e proprio terzo capitolo di Fallout; e non un malriuscito spin-off. Noto con il nome di F3 o Van Buren, il progetto di un terzo Fallout andò in porto e i lavori procedevano a ritmo martellante; purtroppo però Black Isle Studios venne a sapere che ormai Interplay aveva accumulato qualcosa come 59 milioni di dollari di debiti. I lavori sul terzo capitolo si fermarono bruscamente, e questo fu il momento in cui effettivamente Interplay e Black Isle morirono, trascinando anche Fallout nel baratro.
Arrivarono i veri guai per Interplay: l'indagine della Securities and Exchange Commission dichiarava che con maggio 2004 la società non era più in grado di pagare gli sviluppatori e quindi gli studi interni furono chiusi. I progetti interni vennero cancellati e non vi erano al momento progetti in sviluppo; Interplay dichiarò ufficialmente bancarotta. La licenza per sviluppare Fallout 3 fu venduta il 13 ottobre 2004, per un anticipo di 1.175.000 dollari, a Bethesda Softworks, lo studio principalmente conosciuto come lo sviluppatore della serie The Elder Scrolls.
Ma questo era solo l'inizio della rinascita di Fallout: nel 2007, infatti, Bethesda acquisì interamente tutta la saga di Fallout per 5,75 milioni di dollari; mentre a Interplay non rimase che una piccola autorizzazione per sviluppare un Fallout MMOG, nell'arco di due anni. Nel settembre 2009 Bethesda, rivolgendosi alla corte distrettuale del Maryland, muoveva causa contro Interplay per violazione del marchio registrato, e accusandola di impiegare troppo tempo per avviare i lavori sul progetto MMOG di Fallout.

### Anni 2010: la nuova Interplay
Il 10 gennaio 2012 Bethesda vince, in appello, la causa contro Interplay diventando detentrice a tutti gli effetti della proprietà intellettuale del marchio Fallout, e di tutti i suoi derivati, ponendo così ufficialmente fine allo sviluppo del gioco MMOG. La 4° Corte di Appello Federale di Richmond, Virginia, garantiva comunque a Interplay i diritti di vendita dei marchi Fallout, Fallout 2 e Fallout Tactics: Brotherhood of Steel fino a dicembre 2013, dopo tale data i guadagni ricavati dalle vendite dei titoli classici sarebbero passati a Bethesda.
Conclusasi la vicenda con Bethesda, Interplay avviò un'azione legale contro Targem Games, e il loro videogioco Battle vs. Chess, accusandoli di aver spudoratamente copiato il loro videogioco del 1988, Battle Chess. Interplay vinse la causa, bloccando le vendite del gioco, e ricevendo un risarcimento di ben 200.000 dollari. Interplay, successivamente, decise di intraprendere una campagna di crowdfunding su Kickstarter, pensando di riproporre una nuova versione di Battle Chess, ovvero Battle Chess: Game of Kings. La campagna di raccolta fondi si rivelò un successo, e questo spinse Interplay a riprovarci con altri giochi. La successiva raccolta fondi per un remake di Descent: FreeSpace - The Great War, chiamato FreeSpace Tactics non andò a buon fine; dunque Interplay optò per cambiare il nome in Descent: Underground, cosa questa che portò molta attenzione al progetto e che fece arrivare la raccolta fondi a oltre 600.000 dollari, garantendogli il successo in aprile 2015.

## Videogiochi
Tra le serie più note ci sono Baldur's Gate, Battle Chess, Carmageddon, Castles, Descent, Fallout (serie), Icewind Dale, The Lost Vikings.